# Камское (Вологодская область)
Камское — деревня в Сокольском районе Вологодской области.
Входит в состав Пригородного сельского поселения, с точки зрения административно-территориального деления — в Боровецкий сельсовет.
Расстояние по автодороге до районного центра Сокола — 14,5 км, до центра муниципального образования Литеги — 12 км. Ближайшие населённые пункты — Окулиха, Родюкино, Шастово-Заберезное.
По переписи 2002 года население — 4 человека.